# Štefan Moyzes
Štefan Moyzes (magyarosan Moyzes István, néha Moyses; Vígvár, 1797. október 29. – Barsszentkereszt, 1869. július 5.) besztercebányai római katolikus szlovák püspök, valóságos belső titkos tanácsos, pedagógus, a szlovák nemzeti mozgalom kiemelkedő alakja, a Matica slovenská első elnöke.

## Élete
Még nem volt hétéves, amikor szülei meghaltak. Ezután rokona, Jelencsik András helybeli uradalmi tiszt neveltette. 1813-ban végezte Nagyszombatban gimnáziumi tanulmányait; ekkor az esztergomi főegyházmegye papjai közé lépett, és a bölcseletet ott bevégezve, a teológiára a pesti papnevelőbe küldték. 1819-től egy évig nevelő volt Lipthay Sándor fiainál Szécsénkén. 1820-ban az esztergomi presbitériumba lépett, ahol 1821 januárjában szentelték pappá. Segédlelkész volt Szentendrén, Bozókon, Taszáron, Tölgyesen és Pesten a Józsefvárosban és a Terézvárosban. 1828-ban bölcseleti doktorrá avatták Pesten. Itt ismerkedett meg Ján Kollár szlovák költővel.
Előbb káplánként dolgozott az esztergomi egyházmegyében, majd Horvátországban tevékenykedett. 1830 januárjában a Zágrábi akadémia professzora lett, a görög nyelvet tanította, egyszersmind 1837-től 1843-ig cenzor volt. 1847-ben nevezték ki a zágrábi káptalan kanonokjává és országgyűlési követté, ekkor megvált tanári állásától. Itt Ľudovít Štúr javaslatainak támogatója volt, melyben a szlovák nyelv használatát kérte az iskolákban és az istentiszteleteken. Visszatérve a zágrábi papnevelő rektora és a papi nyugdíjalap igazgatója lett. 1848-ban a báni tanács egyik osztályának elnöke és a szeminárium igazgatója volt; 1849 júliusától 1850. június 9-ig mint a horvátok bizalmasa Bécsben tartózkodott. 1850. augusztus 30-án nevezték ki a besztercebányai püspökség élére.
1851. február 18-án Rómában, május 25-én pedig Esztergomban történt felavatását követően július 23-án foglalta el püspöki székét. A város iskolái számának növelésére sok gondot fordított, leányiskolát is alapított és azt 4000 forinttal segélyezte. Több szlovák hazafival együtt a szlovák gimnáziumok megteremtésén fáradozott. 
1851 végén megalapította a Cyrill a Method című szlovák lapot. Nemsokára tanítóképzőt nyitott, és elérte, hogy az ottani gimnáziumban a szlovák legyen a tanítás nyelve. 1861. december 12-én a Ferenc József elé járuló küldöttség vezetőjeként átnyújtotta a szlovákok kérelmét és a szlovák nemzet memorandumát. 1863. augusztus 3-án a Matica slovenská elnöke lett. Az ő érdeme az is, hogy a Szentszék Szent Cirill és Metód ünnepét július 5-ére tette. Roskoványi Ágoston nyitrai püspök, mivel a két apostol működését a történelem Nyitra városával hozta összefüggésbe, Moyzes buzdítására 40 000 forintnyi egyházmegyei alapítványt tett Cirill és Metód nevére. Ugyanazon évben Turócszentmártonban mint megválasztott elnök vezette a Matica slovenská első közgyűlését, és a társaság tőkéjét 2200 forinttal növelte. 1863-ban titkos tanácsosi méltóságot kapott.
1864. július 5-én Cirill és Metód ünnepén szélütés érte és meghalt.

## Emlékezete

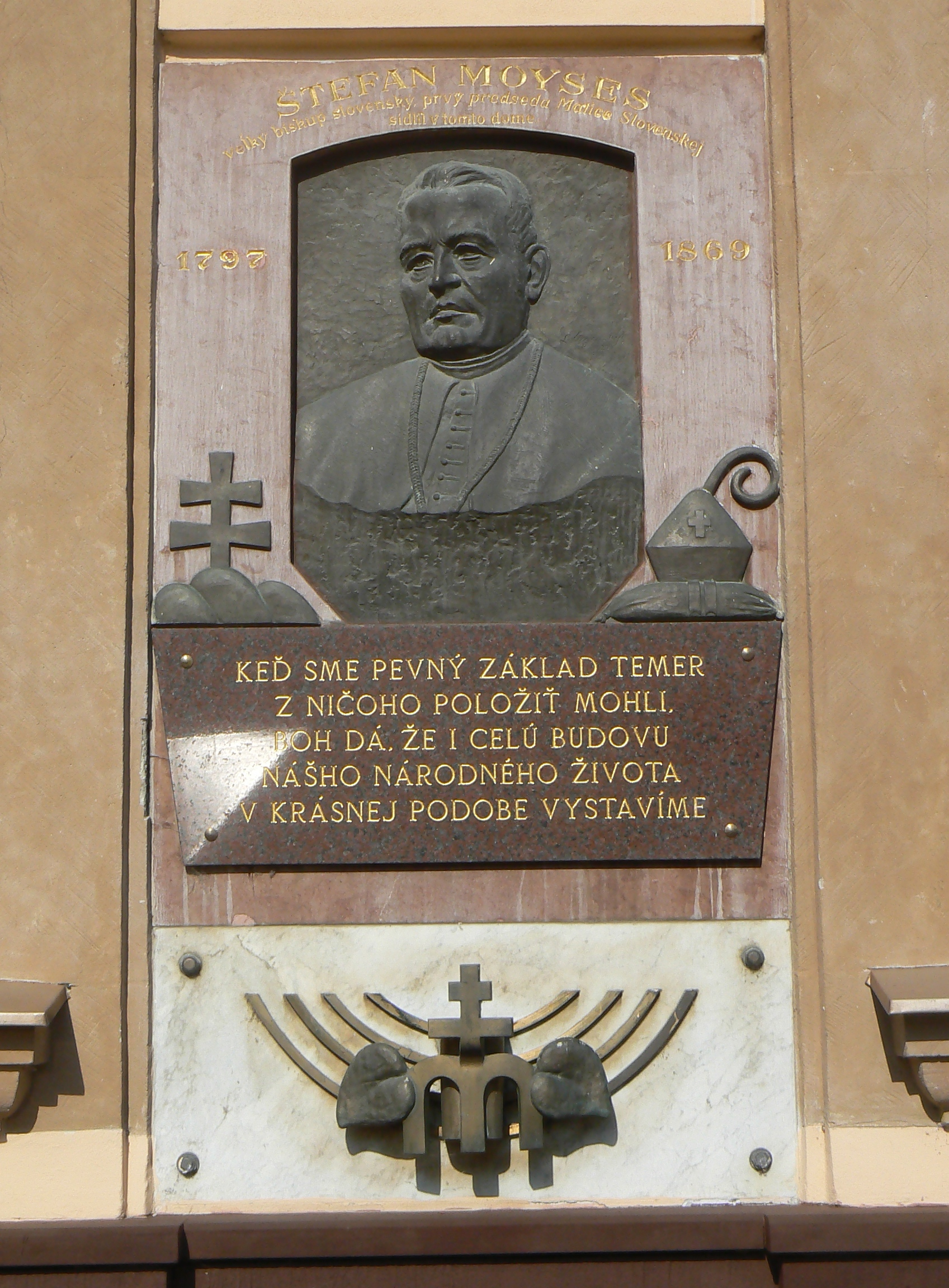
Besztercebánya
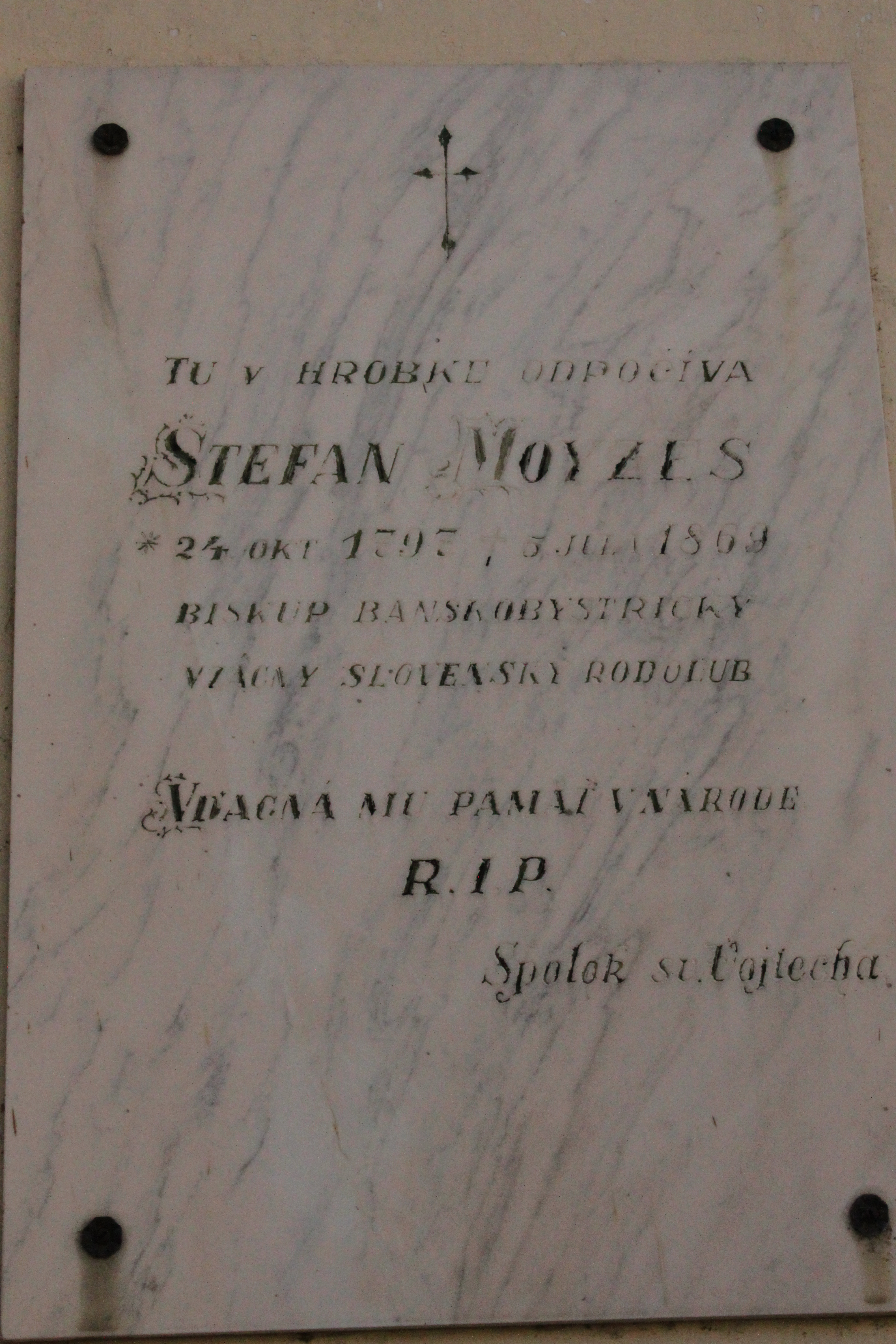
Garamszentkereszt
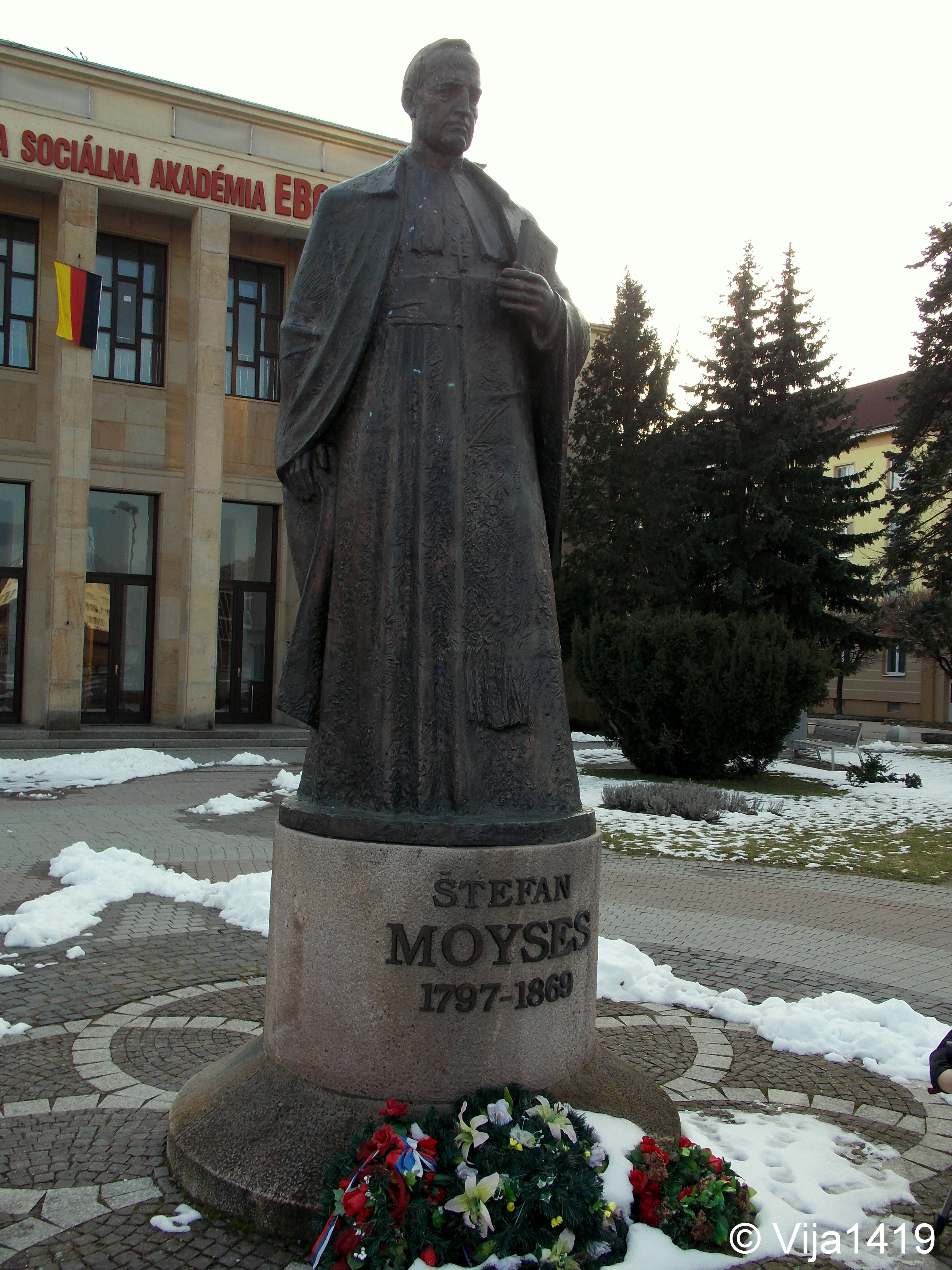
Garamszentkereszt
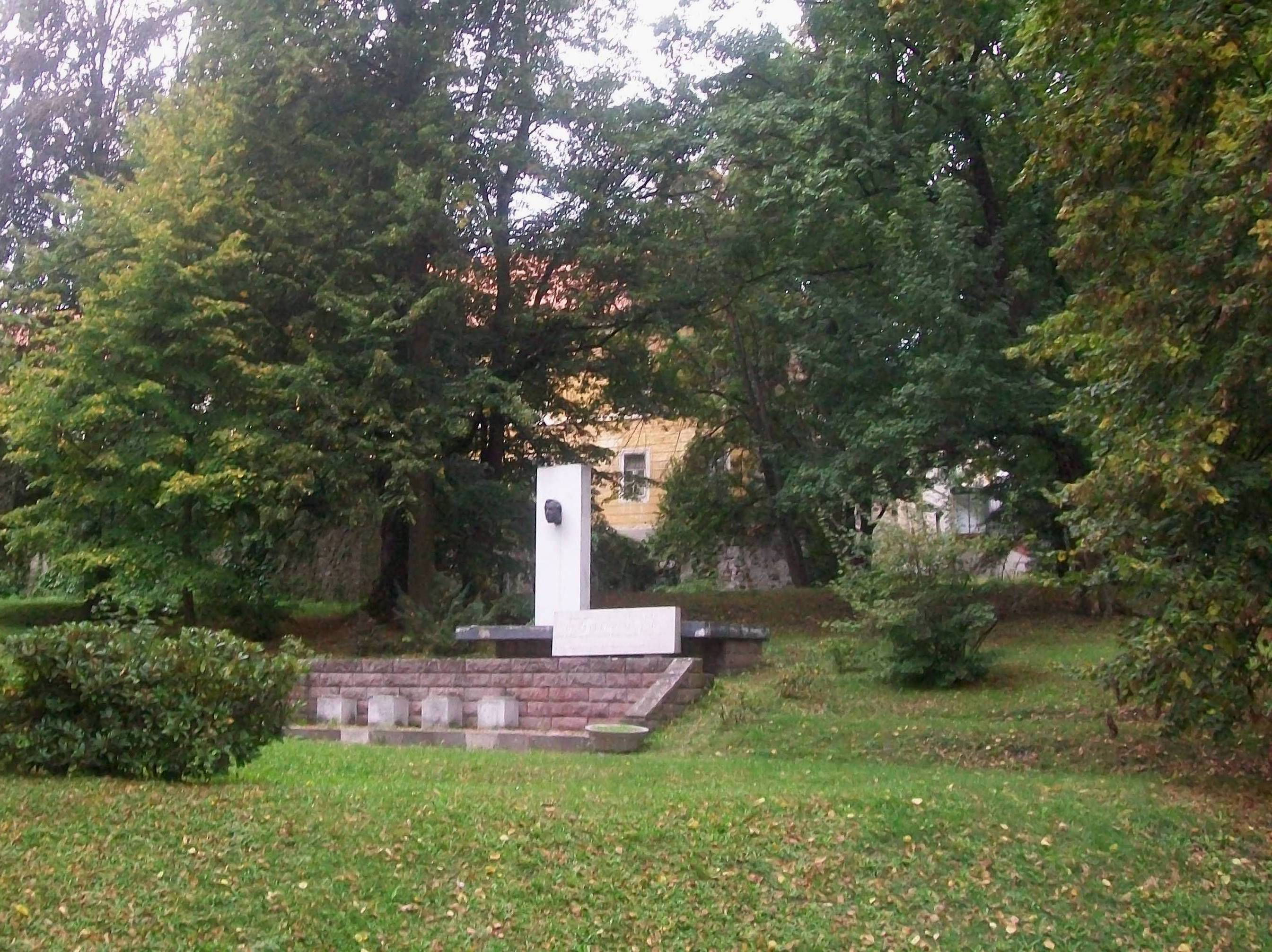
Garamszentkereszt
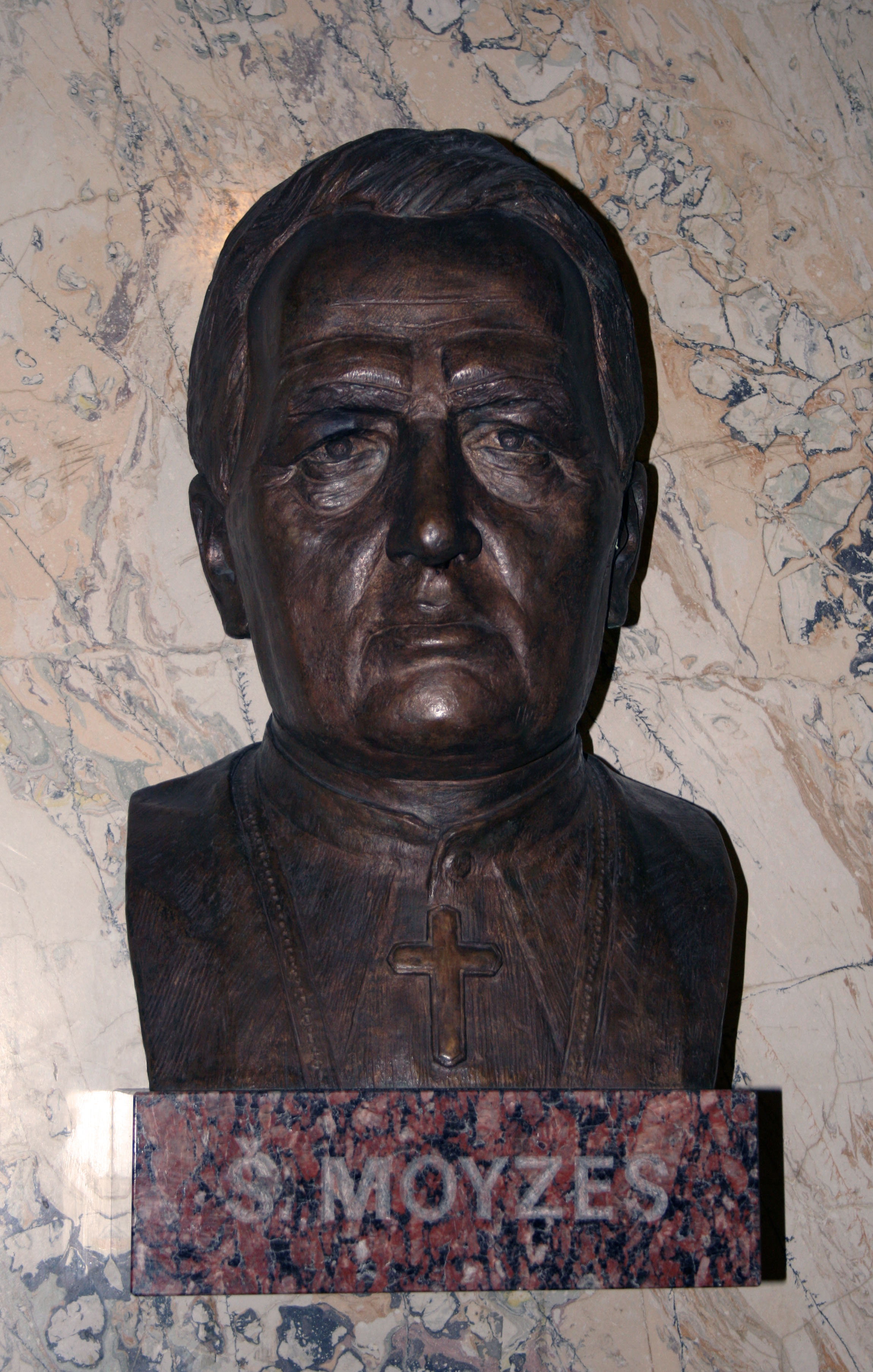
Pozsony
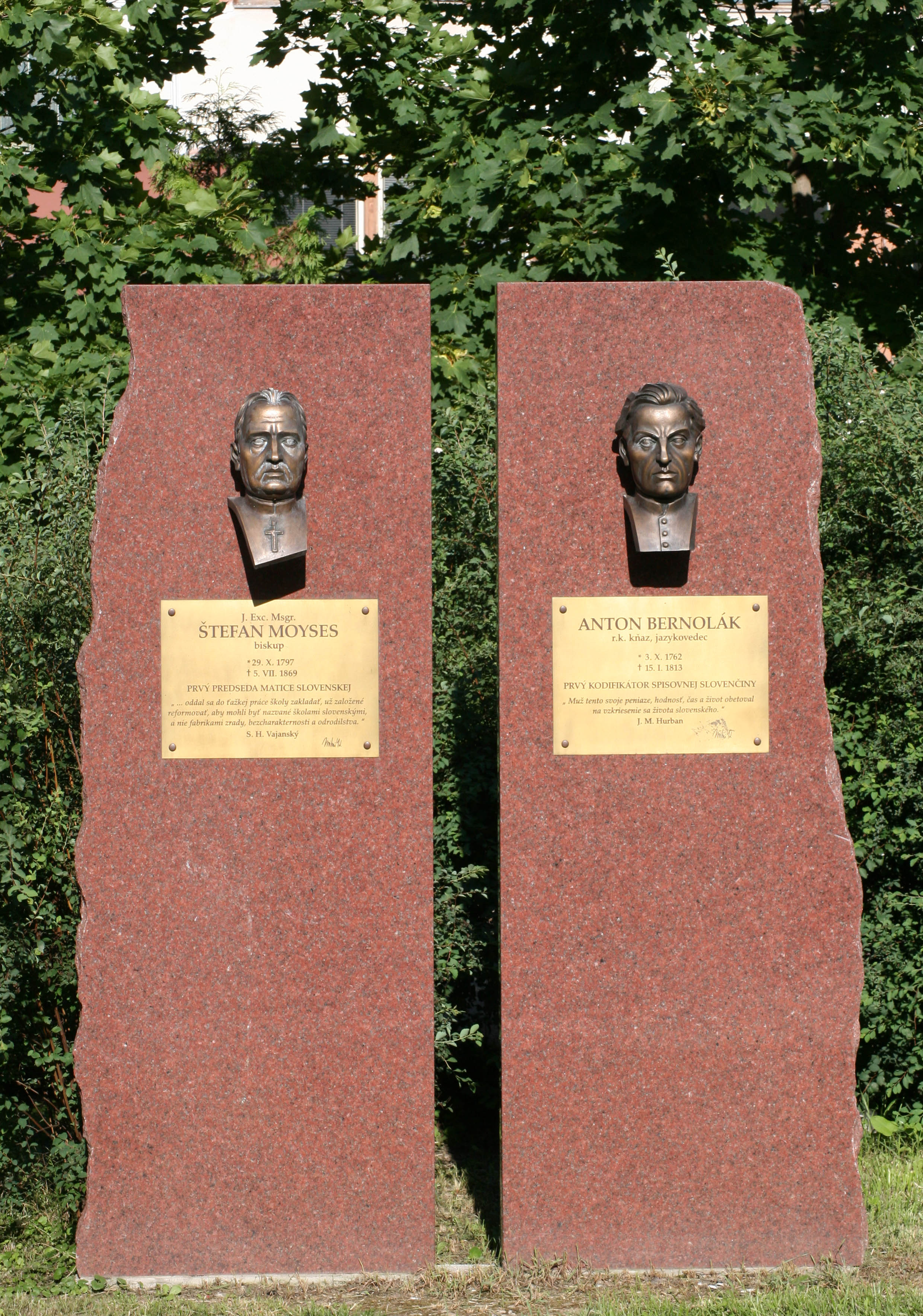
Pozsony
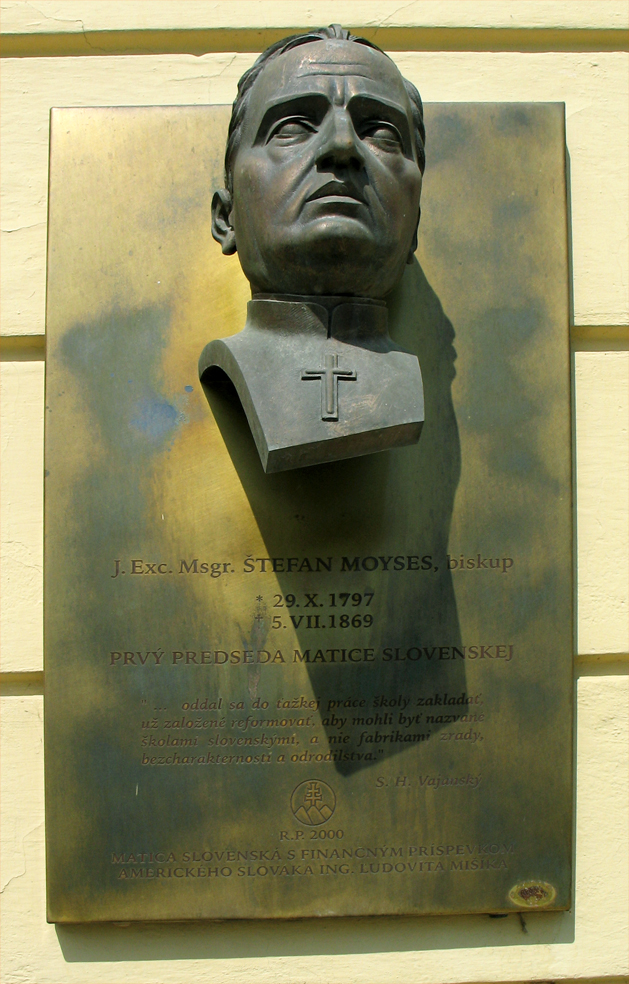
Rozsnyó
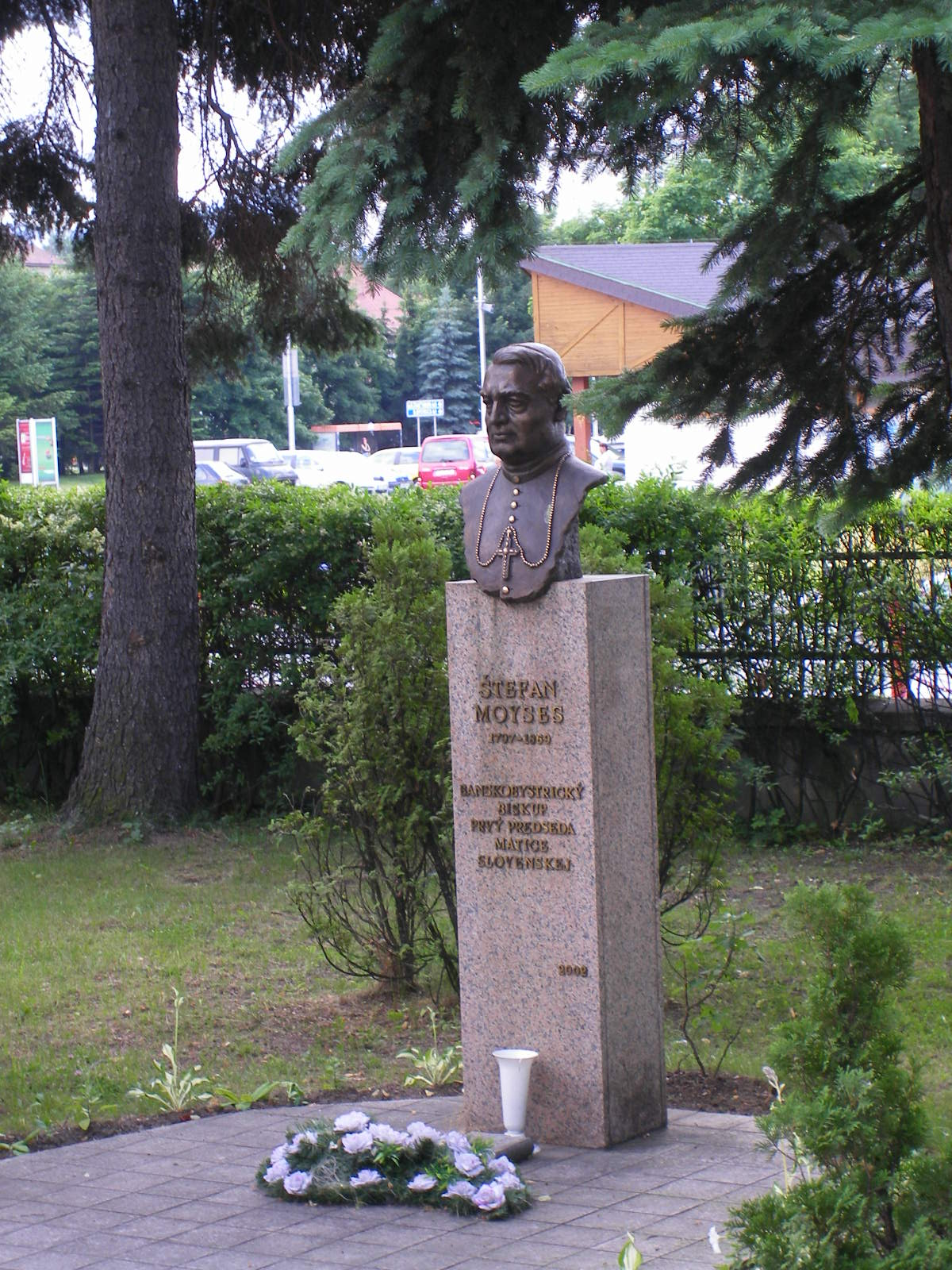
Turócszentmárton
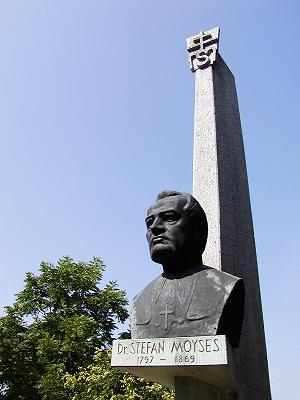
Vígvár

- Emlékműve Garamszentkereszten
- Emlékműve Pozsonyban
- Mellszobra Rozsnyón
- Mellszobra Vígváron
- Özdöge szlovákul felvette a püspök nevét.
- Losoncon belvárosi utca viseli a nevét.

## Művei
- Sermage Josephi comitis in exequiis oratio funebris. Zágráb, 1833
- Susich Ladislai in exequiis sermo funebris. Zágráb, 1835
- Sermo pastoralis. Neosolii, 1851 (Németül és szlovákul. Zágráb, 1851)
- Reč ktorou druhé valné shromazdenie Matice Slovenskej otvoril. Bécs, 1864 (A Matica Slovenská második évi közgyűlését megnyitó beszéde)
- Myšlienky o záhradníctve a ovocinárstve. Szakolcza, 1865 (Gondolatok a kertészet és gyümölcsészetről)
- Kázne. Rózsahegy, 1897 (Egyházi beszédek)

## Külső hivatkozások
- Besztercebányai püspökség története